# 8 de dezembro
8 de dezembro é o 342.º dia do ano no calendário gregoriano (343.º em anos bissextos). Faltam 23 dias para acabar o ano.

## Eventos históricos

1955: Bandeira Europeia

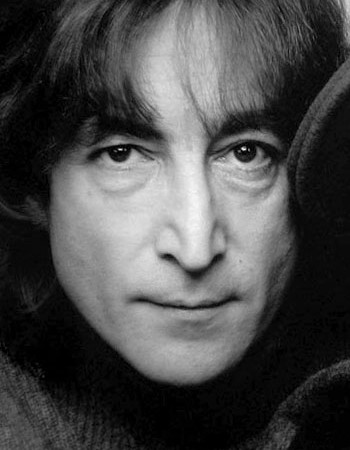
1980: Assassinato de John Lennon

- 0757 — Du Fu retorna a Changan como membro da corte do Imperador Xuanzong da China, depois de ter fugido da cidade durante a Rebelião de An Lushuan.
- 0877 — Luís, o Gago (filho de Carlos, o Calvo) é coroado rei da Frância Ocidental em Compiègne.
- 1191 — Os Grimaldi, uma família de exilados de origem genovesa, colocam a primeira pedra da praça fortificada (hoje o palácio principesco), atual Mônaco.
- 1477 — Papa Sisto IV institui a festa da Imaculada Conceição da Virgem Maria.
- 1839 — O vocábulo cartografia é empregado pela primeira vez pelo historiador português Visconde de Santarém, numa carta endereçada ao historiador brasileiro Francisco Adolfo de Varnhagen.
- 1848 — Fundação da Congregação Religiosa dos Filhos de Maria Imaculada por São Ludovico Pavoni.
- 1854
  - Em sua constituição apostólica Ineffabilis Deus, o Papa Pio IX proclama a definição dogmática da Imaculada Conceição, que sustenta que a Bem-Aventurada Virgem Maria foi concebida livre do pecado original.
  - Padre Júlio Chevalier funda a Sociedade dos Missionários do Sagrado Coração de Jesus.
- 1864 — O Papa Pio IX promulga a encíclica Quanta cura e seu apêndice, o Sílabo dos erros, descrevendo a autoridade da Igreja Católica e condenando várias ideias liberais.
- 1869 — Início do Primeiro Concílio do Vaticano.
- 1907 — O Rei Gustavo V da Suécia ascende ao trono sueco.
- 1912 — Líderes do Império Alemão realizam um Conselho Imperial de Guerra para discutir a possibilidade de uma guerra irromper.
- 1914 — Primeira Guerra Mundial: um esquadrão da Marinha Real Britânica derrota o Esquadrão do Extremo Oriente da Alemanha Imperial na Batalha das Malvinas, no Atlântico Sul.
- 1917 — Em Portugal, na sequência do Golpe de Estado de Dezembro de 1917, é constituída a Junta Revolucionária chefiada por Sidónio Pais que substituiu provisoriamente o governo do país.
- 1922 — A Irlanda do Norte deixa de fazer parte do Estado Livre Irlandês.
- 1941
  - Segunda Guerra Mundial: Os Estados Unidos declaram guerra ao Japão após o ataque a Pearl Harbor, o presidente dos Estados Unidos, Franklin D. Roosevelt, declara o ataque como "uma data que viverá na infâmia".
  - Segunda Guerra Mundial: as forças japonesas invadem simultaneamente a Concessão Internacional de Xangai, Malásia britânica, Tailândia, Hong Kong, Filipinas e Índias Orientais Neerlandesas.
- 1949 — Os nacionalistas chineses encerram sua evacuação para Taiwan.
- 1955 — A Bandeira Europeia é adotada pelo Conselho da Europa.
- 1963 — O voo Pan Am 214, um Boeing 707, é atingido por um raio e cai perto de Elkton, Maryland, matando todas as 81 pessoas a bordo.
- 1965 — Encerramento do Segundo Concílio do Vaticano.
- 1974 — Um plebiscito resulta na abolição da monarquia na Grécia.
- 1980 — O ex-Beatle John Lennon é assassinado por Mark Chapman em frente ao The Dakota, em Nova Iorque.
- 1985 — É criada a Associação Sul-Asiática para a Cooperação Regional, uma organização intergovernamental regional e união geopolítica no sul da Ásia.
- 1987
  - Guerra Fria: o Tratado de Forças Nucleares de Alcance Intermediário é assinado pelo presidente dos Estados Unidos Ronald Reagan e pelo Secretário-geral do Partido Comunista da União Soviética Mikhail Gorbatchov na Casa Branca.
  - Um transportador de tanques do exército israelense mata quatro refugiados palestinos e fere outros sete durante um acidente de trânsito na passagem de Erez, na fronteira Israel-Gaza, sendo citado como um dos eventos que provocaram a Primeira Intifada.
- 1991 — Os líderes da Rússia, Bielorrússia e Ucrânia assinam um acordo dissolvendo a União Soviética e estabelecendo a Comunidade dos Estados Independentes.
- 1994
  - Ratificado o tratado que fundou a Mercado Comum da África Oriental e Austral (Comesa).
  - O elemento químico Roentgênio é sintetizado pela primeira vez.
- 2002 — Implosão de dois pavilhões do complexo da Casa de Detenção de São Paulo em decorrência do processo de desativação após o Massacre do Carandiru.
- 2004 — A Declaração de Cusco é assinada em Cusco, Peru, criando a Comunidade Sul-Americana de Nações.
- 2010
  - Com o segundo lançamento do Falcon 9 e o primeiro lançamento da Dragon, a SpaceX se torna a primeira empresa privada a lançar, orbitar e recuperar com sucesso uma espaçonave.
  - A espaçonave japonesa de vela solar, IKAROS, passa pelo planeta Vênus a uma distância de cerca de 80 800 km.
- 2013 — Metallica faz um show na Antártida, tornando-se a primeira banda a se apresentar em todos os sete continentes.
- 2019 — Primeiro caso confirmado de COVID-19 na China.[1]
- 2021 — Angela Merkel deixa o poder na Alemanha após 16 anos. Olaf Scholz assume o posto de Chanceler.[2]
- 2024 — O regime de Bashar al-Assad cai, após a oposição invadir Damasco. O ex-presidente deixou o país. Cessando assim, a ditadura na Síria.[3][4]

## Nascimentos

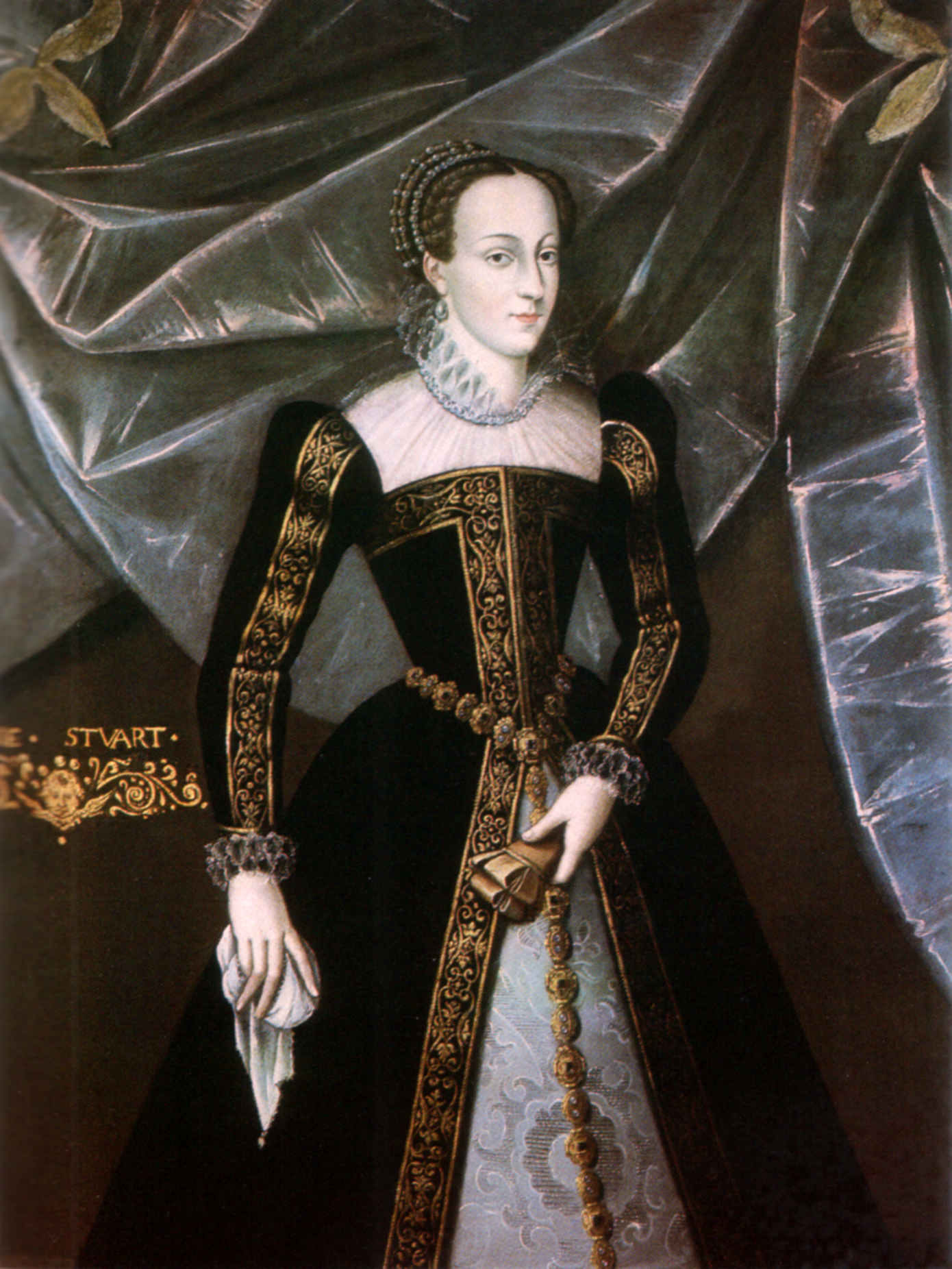
Maria da Escócia

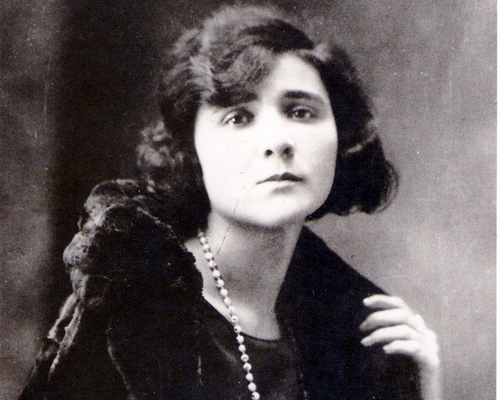
Florbela Espanca

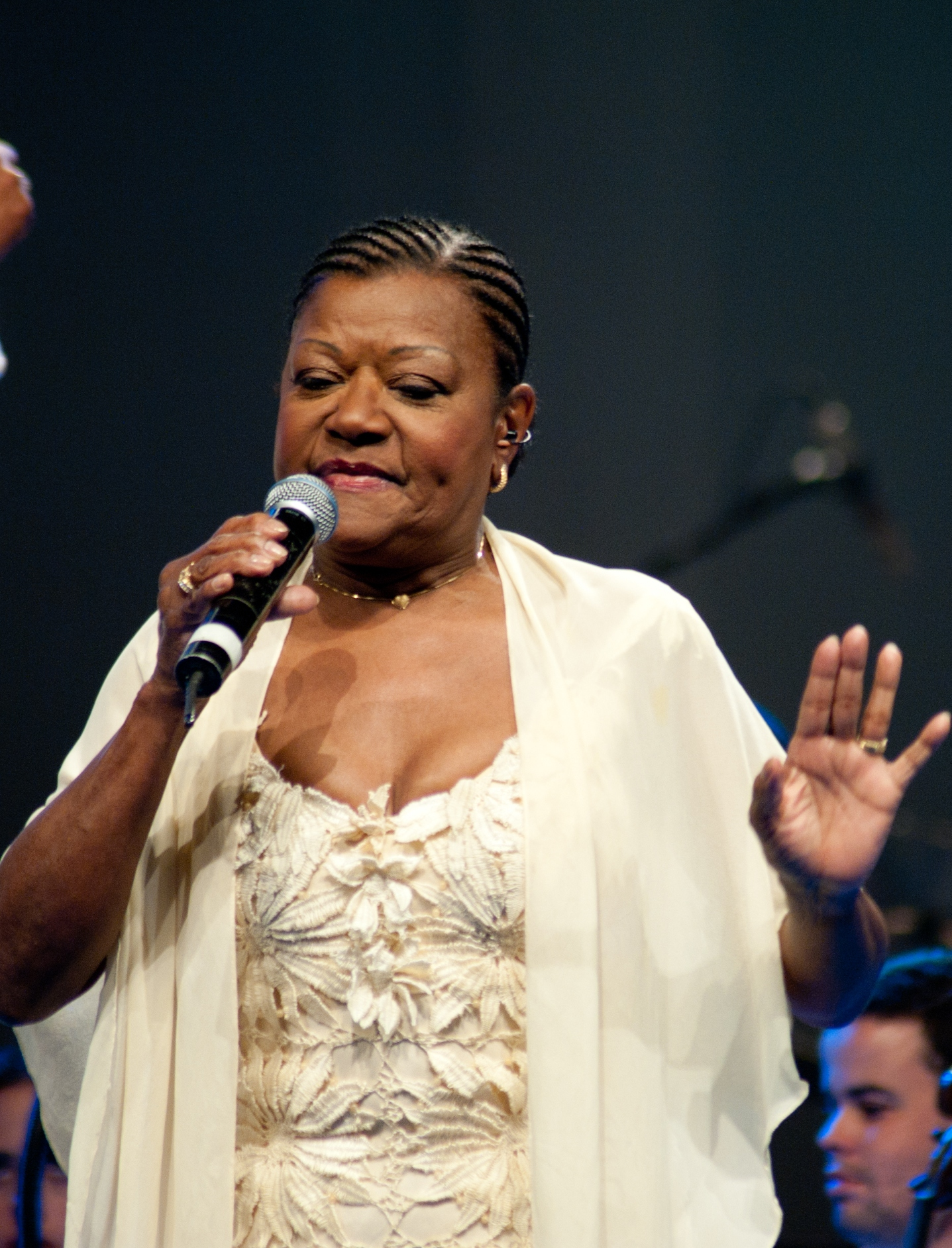
Alaíde Costa

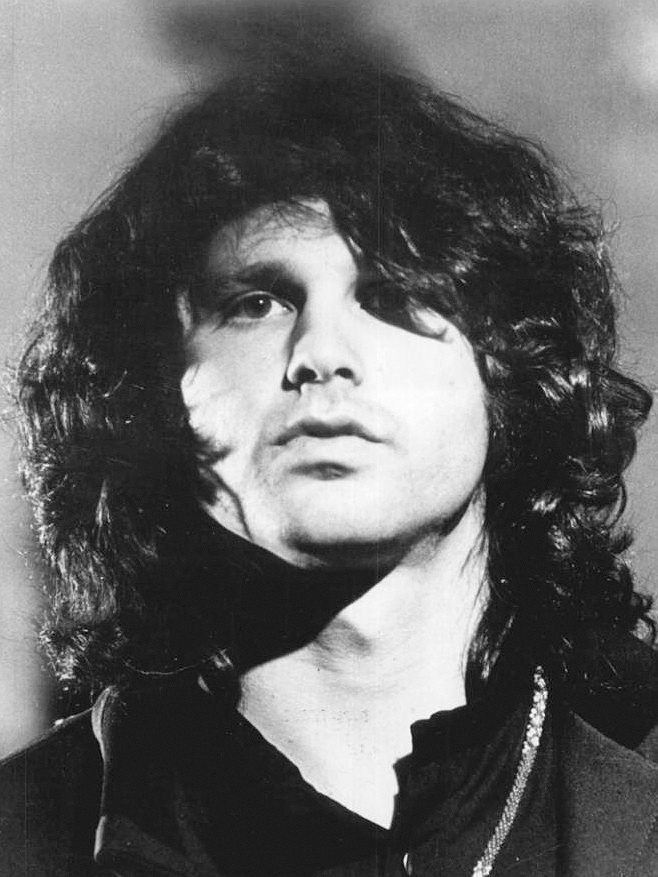
Jim Morrison

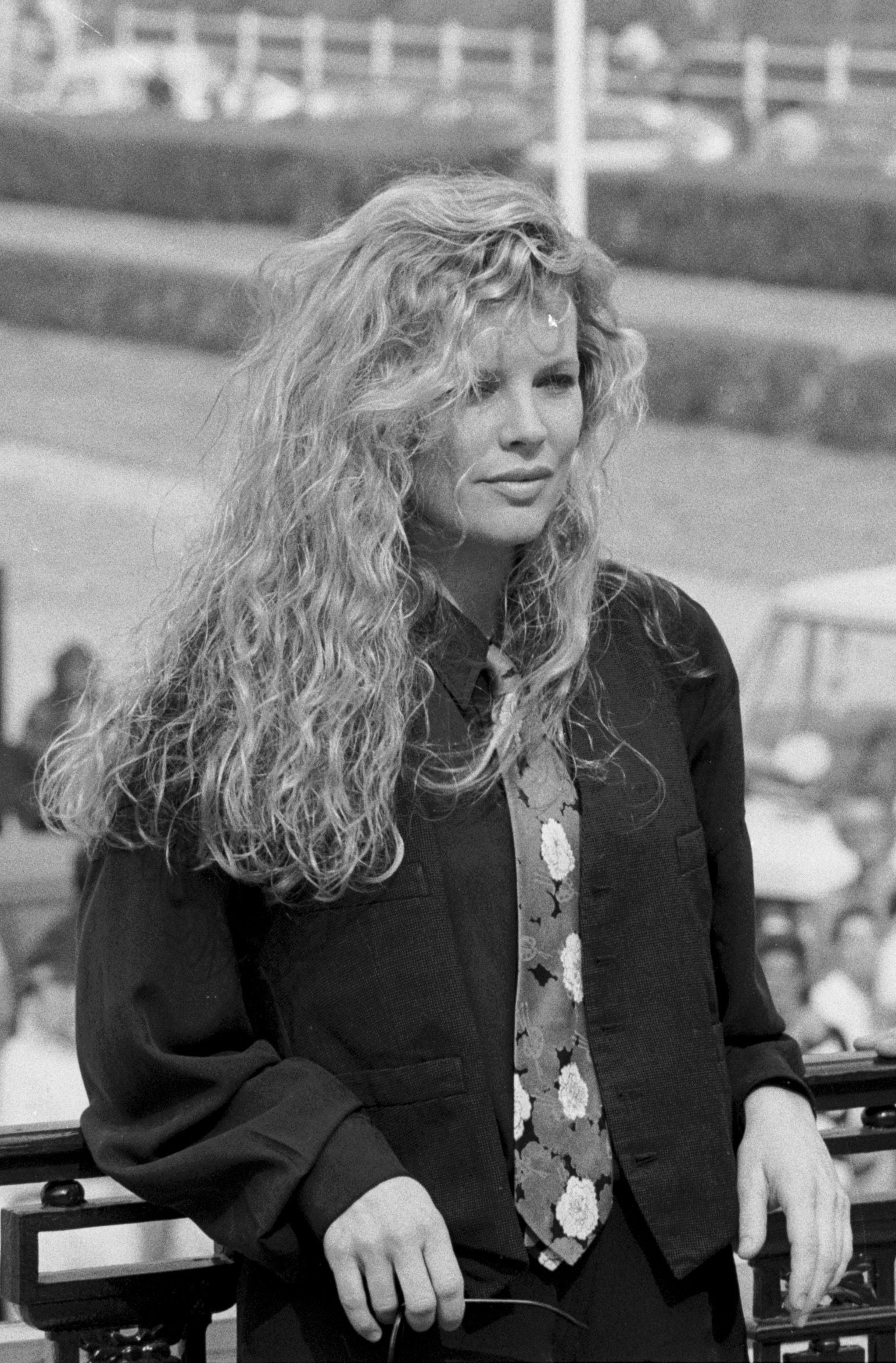
Kim Basinger

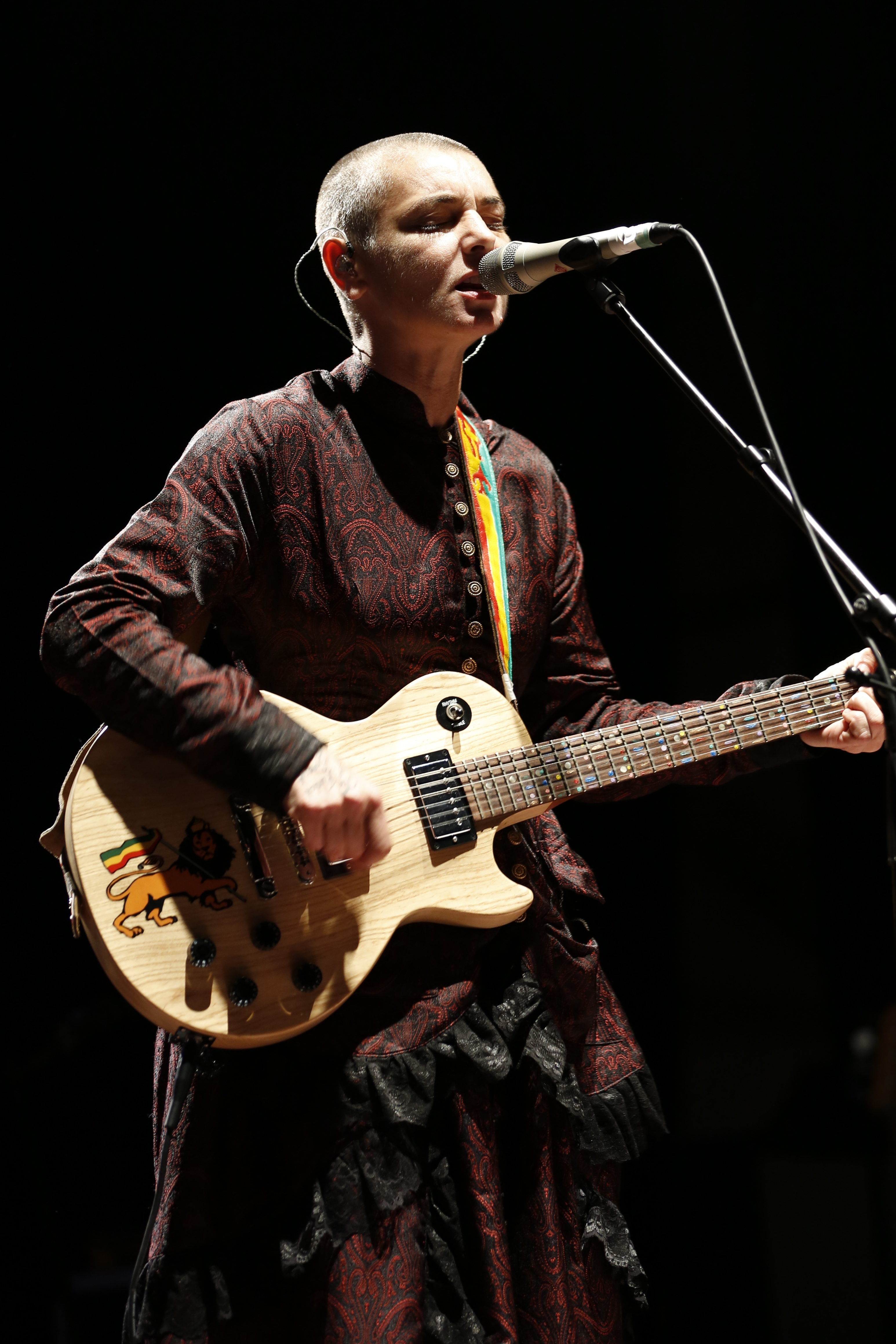
Sinéad O'Connor

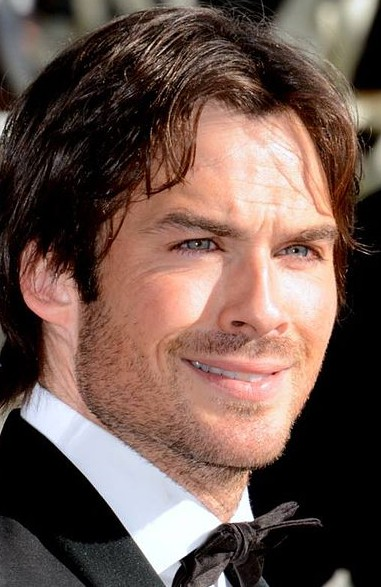
Ian Somerhalder

### Anteriores ao século XIX
- 65 a.C. — Horácio, poeta romano (m. 8 a.C.).
- 1021 — Wang Anshi, político chinês (m. 1086).
- 1542 — Maria da Escócia (m. 1587).
- 1558 — François de La Rochefoucauld, cardeal francês (m. 1645).
- 1699 — Maria Josefa da Áustria, rainha da Polônia (m. 1757).
- 1708 — Francisco I do Sacro Império Romano-Germânico (m. 1765).
- 1724 — Claude Balbastre, compositor e organista francês (m. 1799).
- 1730 — Jan Ingenhousz, biólogo e químico neerlandês (m. 1799).
- 1750 — Anne Barnard, escritora de viagens, artista e socialite britânica (m. 1825).
- 1756 — Maximiliano Francisco da Áustria, arcebispo-eleitor de Colônia (m. 1801).
- 1765 — Eli Whitney, inventor estadunidense (m. 1825).
- 1767 — Manuel de Sousa Martins, político brasileiro (m. 1856).
- 1795 — Peter Andreas Hansen, astrônomo dinamarquês (m. 1874).

### Século XIX
- 1817 — Christian Emil Krag-Juel-Vind-Frijs, político dinamarquês (m. 1896).
- 1818 — Carlos III de Mônaco (m. 1889).
- 1851 — Francisco de Paula Ramos de Azevedo, arquiteto brasileiro (m. 1928).
- 1861 — Georges Méliès, ilusionista francês (m. 1938).
- 1862 — Concepción Cabrera de Armida, beata católica (m. 1937).
- 1864 — Camille Claudel, escultora francesa (m. 1943).
- 1865 — Jean Sibelius, compositor finlandês (m. 1957).
- 1886
  - Diego Rivera, pintor mexicano (m. 1957).
  - Phyllis Johnson, patinadora artística britânica (m. 1967).
- 1892 — Rodrigo Otávio Filho, escritor e advogado brasileiro (m. 1969).
- 1894
  - Florbela Espanca, poetisa portuguesa (m. 1930).
  - James Thurber, humorista e escritor estadunidense (m. 1961).
- 1898 — Eugène Deslaw, cineasta ucraniano (m. 1966).

### Século XX

#### 1901–1950
- 1913 — Zdeněk Koubek, atleta tcheco (m. 1986).
- 1916 — Cláudio Vilas-Boas, sertanista brasileiro (m. 1998).
- 1919 — Julia Robinson, matemática norte-americana (m. 1985).
- 1922 — Jean Ritchie, cantora e compositora norte-americana (m. 2015).
- 1924 — Oswaldo Sargentelli, radialista, apresentador de televisão e empresário brasileiro (m. 2002).
- 1926 — Joachim Fest, escritor alemão (m. 2006).
- 1927 — Vladimir Shatalov, cosmonauta russo (m. 2021).
- 1932 — Eusébio Oscar Scheid, cardeal brasileiro (m. 2021).
- 1933 — Ana Ofelia Murguía, cantora mexicana (m. 2023).
- 1935 — Alaíde Costa, cantora e compositora brasileira.
- 1936
  - David Carradine, ator estadunidense (m. 2009).
  - Jorge Gerdau Johannpeter, empresário brasileiro.
- 1940 — Algaci Tulio, político e comunicador brasileiro (m. 2021).
- 1941 — Geoff Hurst, ex-futebolista britânico.
- 1943 — Jim Morrison, cantor, compositor e poeta estadunidense (m. 1971).
- 1947 — Ângela Leal, atriz brasileira.

#### 1951–2000
- 1951 — Bill Bryson, escritor norte-americano.
- 1952 — Howie Hawkins, sindicalista americano.
- 1953 — Kim Basinger, atriz estadunidense.
- 1957 — Hannelore Anke, nadadora alemã.
- 1958 — Thongchai McIntyre, cantor e ator tailandês.
- 1959
  - Gabriel Gómez, ex-futebolista colombiano.
  - Fher Olvera, músico e compositor mexicano.
- 1960 — Lim Guan Eng, político malaio.
- 1961 — Ann Coulter, advogada norte-americana.
- 1962
  - Marty Friedman, guitarrista estadunidense.
  - Berry van Aerle, ex-futebolista holandês.
- 1963 — Greg Howe, guitarrista estadunidense.
- 1964 — Teri Hatcher, atriz estadunidense.
- 1965 — David Harewood, ator inglês.
- 1966
  - Sinéad O'Connor, cantora, compositora e multi-instrumentista irlandesa.
  - Les Ferdinand, ex-futebolista britânico.
- 1967 — Junkie XL, DJ holandês.
- 1968 — Nasa, ex-futebolista brasileiro.
- 1969 — Lindbergh Farias, político brasileiro.
- 1970 — Marco Mattiacci, empresário italiano.
- 1971 — Gita Gopinath, economista indo-americana.
- 1973 — Corey Taylor, compositor e cantor americano.
- 1974 — Cristian Castro, cantor e compositor mexicano.
- 1975 — Kevin Harvick, piloto aposentado de Stock Car estadunidense.
- 1976 — Dominic Monaghan, ator britânico.
- 1977
  - Ryan Newman, automobilista americano.
  - Kurt Bernard, futebolista costarriquenho.
- 1978
  - Ian Somerhalder, ator e modelo norte-americano.
  - Frédéric Piquionne, futebolista francês.
- 1979 — Christian Wilhelmsson, futebolista sueco.
- 1980 — Salomon Olembé, futebolista camaronês.
- 1981 — David Martínez, automobilista mexicano.
- 1982
  - Hamit Altıntop, futebolista alemão.
  - Halil Altıntop, futebolista alemão.
  - Nicki Minaj, cantora, compositora, dubladora e atriz trinitária.
- 1983 — Neel Jani, automobilista suíço.
- 1984 — Sam Hunt, cantor americano country.
- 1985
  - Ari, futebolista brasileiro.
  - Meagan Duhamel, patinadora artística canadense.
- 1988 — Madeleine Hogan, atleta paralímpica australiana.
- 1989 — Artem Gomelko, futebolista bielorrusso.
- 1990 — Dana Terrace, animadora e escritora americana.
- 1991 — Sarah Bäckman, ex-lutadora de braço sueca.
- 1992 — Katie Stevens, atriz e cantora luso-americana.
- 1993 — AnnaSophia Robb, atriz e cantora estadunidense.
- 1994 — Raheem Sterling, futebolista inglês.
- 1995 — Jordon Ibe, futebolista inglês.
- 1996
  - Teala Dunn,  atriz, cantora e dubladora estadunidense.
  - Scott McTominay, futebolista escocês.
- 1997 — Sam Hauser, jogador norte-americano de basquete.
- 1998 — Tanner Buchanan, ator norte-americano.
- 1999
  - Cho Yi-hyun, atriz sul-coreana.
  - Reece James, futebolista inglês.
  - Eduardo Drummond, dublador brasileiro.
- 2000 — Lula da Fonte, político brasileiro.

## Mortes

### Anteriores ao século XIX
- 0899 — Arnulfo da Caríntia, rei da Itália (n. 850).
- 1550 — Gian Giorgio Trissino, humanista e poeta italiano (n. 1478).
- 1625 — Cristina de Holsácia-Gottorp, rainha consorte da Suécia (n. 1573).
- 1722 — Isabel Carlota do Palatinado, duquesa de Orleães (n. 1652).
- 1754 — Charlotte Cavendish, Marquesa de Hartington (n. 1731).

### Século XIX
- 1830 — Benjamin Constant, escritor e político francês (n. 1767).
- 1864 — George Boole, matemático britânico (n. 1814).
- 1870 — Max Emanuel Ainmiller, pintor alemão (n. 1807).
- 1893 — Pedro Correia da Silva, editor, jornalista e político português (n. 1836).
- 1894 — Pafnuti Tchebychev, matemático russo (n. 1821).
- 1895 — George Augustus Henry Sala, jornalista britânico (n. 1828).

### Século XX
- 1903 — Herbert Spencer, filósofo britânico (n. 1820).
- 1930 — Florbela Espanca, poetisa portuguesa (n. 1894).
- 1945 — Alexander Siloti, pianista e compositor russo (n. 1863).
- 1975 — Plínio Salgado, político e jornalista brasileiro (n. 1895).
- 1978 — Golda Meir, política israelense (n. 1898).
- 1980 — John Lennon, músico e compositor britânico (n. 1940).
- 1984 — Vladimir Chelomei, cientista soviético (n. 1914).
- 1994 — Tom Jobim, músico brasileiro (n. 1927).
- 1996 — Howard Rollins, ator americano (n. 1950).
- 1998 — Valentino Guzzo, produtor de televisão, cantor, compositor e humorista brasileiro (n. 1936).
- 1999 — Milton Carneiro, ator e humorista brasileiro (n. 1923).
- 2000 — Omar Fontana, empresário brasileiro (n. 1927).

### Século XXI
- 2004 — Dimebag Darrell, guitarrista norte-americano (n. 1966).
- 2008 — Xavier Perrot, automobilista suíço (n. 1932).
- 2009 — Elza Cansanção Medeiros, militar brasileira (n. 1921).
- 2014 — Knut Nystedt, compositor norueguês (n. 1915).
- 2016
  - John Glenn, astronauta americano (n. 1921).
  - Lélis Lara, religioso brasileiro (n. 1925).
- 2019 — Juice Wrld, rapper norte-americano (n. 1998).
- 2020 — Alejandro Sabella, futebolista e treinador argentino (n. 1954).
- 2022 — Djalma Corrêa, músico brasileiro (n. 1942).

## Feriados e eventos cíclicos

### Internacional
- Dia da Constituição na Romênia
- Dia Internacional do Orgulho Pansexual

### Lusofonia

#### Portugal
- Nossa Senhora da Conceição - Rainha e padroeira de Portugal, e de todos os povos de língua portuguesa - feriado nacional.

#### Brasil
- Dia nacional da Família
- Dia do Cronista Esportivo
- Dia da Justiça (feriado judiciário)
- Dia do Relógio Biológico
- Dia da Cabrocha
- Dia do Acidente Laboral
- Aniversário dos municípios de Birigui, Diadema, Dracena, Guararapes, Guarulhos, Imbaú Jandira, Mauá, Mendonça, Parapuã, São João del-Rei, São Jorge do Ivaí, Serra e Votorantim
- Nossa Senhora da Imaculada Conceição - Padroeira de todos os povos de língua portuguesa, sendo feriado estadual no Amazonas e Maranhão e municipal em Aracaju, Belém, Belford Roxo, Belo Horizonte, Cachoeira do Sul, Campina Grande, Campinas, Contagem, Divinópolis, Dourados, Franca, Maceió, Marília, Manaus, Piracicaba, Presidente Prudente, Recife, Salvador, Santa Maria, São Leopoldo, Serra, São José do Rio Preto, Sete Lagoas, Teresina, Viamão e centenas de outros municípios

### Mitologia maia
- Festival de Ixchel, a dama da noite, deusa da Lua

### Cristianismo
- Clemente de Ocrida
- Imaculada Conceição de Maria
- Papa Eutiquiano
- Richard Baxter

## Outros calendários
- No calendário romano era o 6.º dia (VI) antes dos idos de dezembro.
- No calendário litúrgico tem a letra dominical F para o dia da semana.
- No calendário gregoriano a epacta do dia é xiii.